# زنی که رؤیای مردی را داشت
زنی که رؤیای مردی را داشت (دانمارکی: Kvinden der drømte om en mand) یک فیلم درام اِروتیک دانمارکی به کارگردانی پر فلی است که در سال ۲۰۲۱ منتشر شد.

## بازیگران
- سونیا ریختر
- مارچین دوروچینسکی
- مایکل نیکویست
- اُلگا بووانچ
- سارا یورت دیتلیوسن
- تامی اوست
- مونیکا کشیفکوفسکا